# Paepalanthus linearifolius
Paepalanthus linearifolius är en gräsväxtart som beskrevs av Silveira. Paepalanthus linearifolius ingår i släktet Paepalanthus och familjen Eriocaulaceae. Inga underarter finns listade i Catalogue of Life.